# Amro Surag
Amro Abdelfatah Ali Surag (8 aprile 1998) è un calciatore qatariota, attaccante dell'Al-Gharafa e della nazionale qatariota.

## Statistiche

### Presenze e reti nei club
| Stagione          | Club              | Campionato        | Campionato | Campionato | Coppe nazionali | Coppe nazionali | Coppe nazionali | Coppe continentali | Coppe continentali | Coppe continentali | Supercoppe | Supercoppe | Supercoppe | Totale | Totale |
| Stagione          | Club              | Comp              | Pres       | Reti       | Comp            | Pres            | Reti            | Comp               | Pres               | Reti               | Comp       | Pres       | Reti       | Pres   | Reti   |
| ----------------- | ----------------- | ----------------- | ---------- | ---------- | --------------- | --------------- | --------------- | ------------------ | ------------------ | ------------------ | ---------- | ---------- | ---------- | ------ | ------ |
| 2016-2017         | Al-Gharafa        | QSL               | 1          | 0          | CQ              | -               | -               | -                  | -                  | -                  | CEQ        | -          | -          | 1      | 0      |
| 2017-2018         | Al-Gharafa        | QSL               | 20         | 3          | CQ              | 0               | 0               | AFC                | 0                  | 0                  | CEQ        | 0          | 0          | 20     | 3      |
| 2018-2019         | Al-Gharafa        | QSL               | 19         | 3          | CQ              | 0               | 0               | AFC                | 0                  | 0                  | CEQ        | 0          | 0          | 19     | 3      |
| 2019-2020         | Al-Gharafa        | QSL               | 13         | 0          | QSC             | 0               | 0               | -                  | -                  | -                  | CEQ        | 0          | 0          | 13     | 0      |
| 2020-2021         | Al-Gharafa        | QSL               | 13         | 0          | CQ+QSC          | 1+3             | 0               | AFC                | 1                  | 0                  | CEQ        | 2          | 0          | 20     | 0      |
| 2021-2022         | Al-Gharafa        | QSL               | 17         | 1          | QSC             | 7               | 0               | AFC                | 5                  | 0                  | CEQ        | 4          | 1          | 33     | 2      |
| 2022-2023         | Al-Gharafa        | QSL               | 19         | 1          | QSC             | 4               | 0               | -                  | -                  | -                  | CEQ        | 2          | 0          | 25     | 1      |
| 2023-2024         | Al-Gharafa        | QSL               | 7          | 0          | QSC             | 0               | 0               | -                  | -                  | -                  | CEQ        | 0          | 0          | 7      | 0      |
| Totale Al-Gharafa | Totale Al-Gharafa | Totale Al-Gharafa | 109        | 8          |                 | 8               | 0               |                    | 6                  | 0                  |            | 8          | 1          | 138    | 9      |
| Totale Carriera   | Totale Carriera   | Totale Carriera   | 109        | 8          |                 | 8               | 0               |                    | 6                  | 0                  |            | 8          | 1          | 138    | 9      |

### Cronologia presenze e reti in nazionale
| Cronologia completa delle presenze e delle reti in nazionale ― Qatar | Cronologia completa delle presenze e delle reti in nazionale ― Qatar | Cronologia completa delle presenze e delle reti in nazionale ― Qatar | Cronologia completa delle presenze e delle reti in nazionale ― Qatar | Cronologia completa delle presenze e delle reti in nazionale ― Qatar | Cronologia completa delle presenze e delle reti in nazionale ― Qatar | Cronologia completa delle presenze e delle reti in nazionale ― Qatar | Cronologia completa delle presenze e delle reti in nazionale ― Qatar |
| Data                                                                 | Città                                                                | In casa                                                              | Risultato                                                            | Ospiti                                                               | Competizione                                                         | Reti                                                                 | Note                                                                 |
| -------------------------------------------------------------------- | -------------------------------------------------------------------- | -------------------------------------------------------------------- | -------------------------------------------------------------------- | -------------------------------------------------------------------- | -------------------------------------------------------------------- | -------------------------------------------------------------------- | -------------------------------------------------------------------- |
| 7-1-2023                                                             | Basra                                                                | Kuwait                                                               | 0 – 2                                                                | Qatar                                                                | Coppa delle nazioni del Golfo 2023 - 1º turno                        | 1                                                                    | 85’                                                                  |
| 10-1-2023                                                            | Basra                                                                | Qatar                                                                | 1 – 2                                                                | Bahrein                                                              | Coppa delle nazioni del Golfo 2023 - 1º turno                        | -                                                                    | 79’                                                                  |
| 13-1-2023                                                            | Basra                                                                | Qatar                                                                | 1 – 1                                                                | Emirati Arabi Uniti                                                  | Coppa delle nazioni del Golfo 2023 - 1º turno                        | -                                                                    |                                                                      |
| 16-1-2023                                                            | Basra                                                                | Iraq                                                                 | 2 – 1                                                                | Qatar                                                                | Coppa delle nazioni del Golfo 2023 - Semifinale                      | 1                                                                    | 76’                                                                  |
| 10-6-2025                                                            | Tashkent                                                             | Uzbekistan                                                           | 3 – 0                                                                | Qatar                                                                | Qual. Mondiali 2026                                                  | -                                                                    | 57’                                                                  |
| Totale                                                               |                                                                      | Presenze                                                             | 5                                                                    |                                                                      | Reti                                                                 | 2                                                                    |                                                                      |

## Palmarès

### Competizioni nazionali
- Coppa delle Stelle del Qatar: 2

Al-Gharafa: 2017-2018, 2018-2019